# Phaonia sibirica
Phaonia sibirica är en tvåvingeart som beskrevs av Adrian C. Pont 1981. Phaonia sibirica ingår i släktet Phaonia och familjen husflugor. Inga underarter finns listade i Catalogue of Life.